# Glámujökull
Le Glámujökull, toponyme islandais signifiant littéralement en français « le glacier de Gláma », était un glacier d'Islande. Il se trouvait dans la région des Vestfirðir, sur le plateau de Gláma culminant à 920 mètres d'altitude, au sud de l'Ísafjarðardjúp, au nord du Breiðafjörður et à l'est de l'Arnarfjörður et du Dýrafjörður.

## Histoire
Le recul du glacier était déjà observé à la fin du XIXe siècle et il a vraisemblablement disparu au début du XXe siècle puisqu'en 1913, il s'était fragmenté en plusieurs petits glaciers. Les terres libres de glace forment depuis le plateau de Gláma parsemé de névés et de lacs.

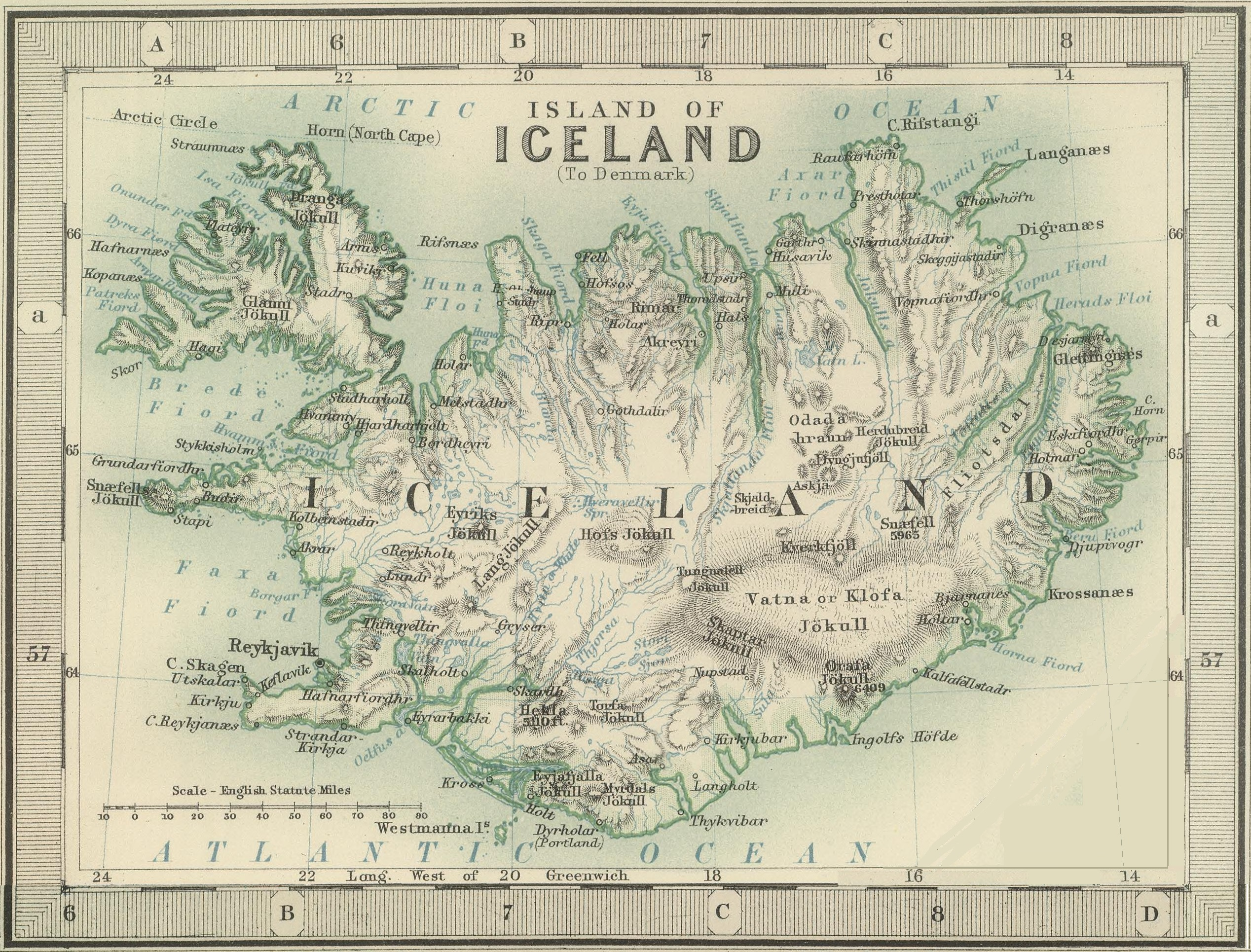
Carte de l'Islande de la fin du XIXe siècle montrant le Glámujökull dans le nord-ouest du pays.